# Vintage Story
Vintage Story ist ein Survivalspiel mit Sandbox-Elementen, das von dem lettischen Studio Anego Studios entwickelt wird. Das Spiel basiert auf einer voxelbasierten offenen Welt und legt besonderen Fokus auf Crafting, Erkundung und Realismus.

## Spielprinzip
In Vintage Story steuern die Spieler eine große humanoide  Figur (genannt Seraph) in einer zufällig generierten Welt. Ziel ist es, in einer feindlichen Umgebung zu überleben, indem Ressourcen gesammelt, Werkzeuge hergestellt, Nahrung angebaut und Behausungen gebaut werden. Dabei orientiert sich das Spiel an historischen und technologischen Entwicklungsschritten und setzt auf eine langsame, tiefgreifende Progression.
Ein wesentliches Merkmal ist das Crafting-System, das im Vergleich zu anderen Spielen des Genres deutlich detaillierter ist. Werkzeuge bestehen aus mehreren Komponenten, Metalle müssen geschmolzen und geformt werden, und Landwirtschaft hängt stark von Klima, Jahreszeit und Bodentyp ab.
Das Spiel beinhaltet auch ein Kampfsystem, gefährliche Kreaturen sowie einen ausgeprägten Mehrspielermodus, der von privaten Servern bis hin zu öffentlich gehosteten Welten reicht.

## Entwicklung
Vintage Story wurde ursprünglich als Modifikation (Vintagecraft) für Minecraft entwickelt, entwickelte sich aber rasch zu einem eigenständigen Projekt mit eigener Engine. Das Entwicklerstudio Anego Studios wurde von Tyron Madlener gegründet, der zuvor in der Modding-Community aktiv war. Die erste spielbare Version erschien 2016 als frühe Alpha, Version 1.0 wurde schließlich am 13. August 2023 veröffentlicht.
Die Entwickler verfolgen einen offenen Entwicklungsprozess mit regelmäßigen Devlogs und starkem Community-Feedback.

## Rezeption
Vintage Story wurde beschrieben als „Minecraft für alle mit Hang zum Realismus“.

## Modding und Community
Das Spiel unterstützt umfassendes Modding. Es gibt eine aktive Modding-Community mit hunderten von Erweiterungen, darunter neue Tiere, Werkzeuge, Mechaniken und ganze Gameplay-Overhauls.